# クスリのカツマタ
クスリのカツマタは、株式会社トモズが経営し、神奈川県と東京都に展開するドラッグストアチェーン。

## 概要
元は同名の企業「株式会社 クスリのカツマタ」が経営していたが、当時の代表取締役社長だった勝又泰夫が経営権を売却したため、会社は住友商事の子会社である『住商ドラッグストアーズ（現：トモズ）』に吸収合併される形で解散。『クスリのカツマタ』の社員の多くは『住商ドラッグストアーズ』に移籍したが、勝又自身は『住商ドラッグストアーズ』の傘下には入らなかった。幹部社員の殆どと店舗勤務社員の一部は勝又の部下として残る道を選択したため、勝又本人も含めて彼らは『トモズ』に所属しておらず、経営上の繋がりは消滅している。ただし、2025年6月現在も武蔵小山店は『クスリのカツマタ』の屋号のまま営業を続けている。

## 沿革
- 1983年（昭和58年）9月 - 創業[1]。
- 1984年（昭和59年）9月 - 株式会社クスリのカツマタを設立。
- 2009年（平成21年） - 住友商事が発行済み株式数の約99.5%を取得。同社の子会社となる。
- 2010年（平成22年）1月 - 住商ドラッグストアーズと事業統合。
- 2014年（平成26年）4月 - 住商ドラッグストアーズがトモズに商号変更。
- 2018年（平成30年）
  - 8月 - 共通ポイントサービス「Ponta」を導入[2]。
  - 12月 - QRコード決済サービス（d払い、楽天ペイ、LINE Pay、PayPay）を導入[3]
- 2020年4月1日 - 全店舗でレジ袋・紙袋を有料化[4]
- 2022年3月31日 - 共通ポイントサービス「dポイント」を導入[5]。

## トモズとの差異
服装
店舗従業員の服装は社員・アルバイトを問わず『クスリのカツマタ』当時のままであり、現在まで『トモズ』との統一化がされておらず、『トモズ』の従業員とは確実な差異がある。たとえば、『トモズ』の従業員はケーシー白衣の上から赤いエプロンを着け、ズボンや靴は黒い物に限定されているが、『クスリのカツマタ』の従業員はジーンズでの勤務が許されており、靴にも色の制限は無く、ケーシー白衣の上から赤いエプロンを着ける必要も無い。
ポイントカード
企業売却から長らく独自のポイントカードを採用し、トモズとの統一化もされていなかったが、2022年3月までに『クスリのカツマタ』独自のポイントカードは廃止され、トモズポイントに統一されている。共通ポイントサービス「Ponta」と「dポイント」についてはトモズでの利用開始にあわせてカツマタでも導入された。

## 店舗

### 営業中の店舗
2025年6月現在で営業中の店舗は、以下の通り。

#### 東京圏
- 武蔵小山店（品川区荏原3-3-15）

### トモズに転換した店舗

#### 東京圏
- 蒲田駅前店（2代目、大田区西蒲田7-66-4） - トモズ蒲田店に転換[6]
- 中延店（品川区中延3-8-7） - トモズ中延店に転換[7]
- 中目黒店（目黒区上目黒3-3-14） - トモズ中目黒店に転換[8]
- 学芸大学店（目黒区鷹番3-7-9） - トモズ学芸大学店に転換[9]
- 自由が丘駅前店（目黒区自由が丘2-11-2） - トモズエクスプレス自由が丘北口店に転換[10]
- 自由が丘マリクレール店（目黒区自由が丘1-8-23） - トモズエクスプレス自由が丘南口店に転換[11]
- 等々力薬局（世田谷区等々力3-5-2） - トモズ等々力北口店に転換[12]
- 鶴川店（町田市能ヶ谷1-6-9） - トモズエクスプレス鶴川店への転換にあわせて向かい側のビルへ店舗移転[13]

#### 神奈川圏（川崎）
- 新丸子店（川崎市中原区新丸子町743） - トモズエクスプレス新丸子店に転換[14]
- 小杉店（川崎市中原区小杉町3-432-4） - トモズエクスプレス武蔵小杉店に転換[15]
- 今井町薬局（川崎市中原区今井南町479） - 調剤専門店。薬局トモズ今井南町店に転換
- 元住吉薬局（川崎市中原区木月住吉町3-17） - 調剤専門店。薬局トモズ関東労災病院前店に転換
- 元住吉店（川崎市中原区木月1-29-25） - トモズエクスプレス元住吉店に転換[16]
- 西口薬局（川崎市中原区木月1-30-33） - トモズ元住吉西口店に転換（転換後、調剤は別の建物へ移動し、薬局トモズ元住吉西口店としてオープン）[17]
- 東口店（川崎市中原区木月2-5-1） - トモズエクスプレス元住吉東口店に転換[18]
- 新城店（川崎市中原区新城1-3-1） - トモズ武蔵新城店に転換[19]。フランチャイズで100円ショップ「ダイソー」が入居している（トモズに転換後も営業[20]）。カツマタ時代は全店舗中、最も大きな売り場スペースを持つ店舗だった。
- 稲田堤店（川崎市多摩区菅2-1-13） - トモズ稲田堤店に転換[21]。川崎圏では初めて中原区以外に置かれた店舗だった。

#### 神奈川圏（横浜）
- 矢向店（横浜市鶴見区矢向6-7-10） - トモズ矢向店に転換[22]
- 大倉山店（横浜市港北区大倉山3-1-1） - トモズ大倉山店に転換[23]
- 白楽店（横浜市神奈川区白楽121） - トモズ白楽店に転換[24]
- 磯子店（横浜市磯子区森1-6-1） - トモズ磯子店に転換[25]
- 和田町店（横浜市保土ケ谷区星川3-8-1） - トモズ和田町店に転換[26]

### 閉鎖した店舗
※　資料のほとんどが現存しないため、詳細な情報が判明している店舗のみ記載

#### 東京圏
- 蒲田店（大田区西蒲田7-62-3） - 2004年4月30日閉店。JR蒲田駅（西口）から見て蒲田駅前店と同じ商店街（アーケード）内の奥の方にあった。
- 自由が丘店（目黒区自由が丘2-11-16） - 自由が丘マリクレール店の開店に伴って閉店。

#### 神奈川圏（川崎）
- 溝の口店（川崎市高津区溝口1-13-1） - 2012年5月閉店。
- 平間店（川崎市中原区田尻町66-2） - 2015年10月閉店。
- ライフ店（川崎市中原区木月） - 元住吉ブレーメン通りのマルエツ前にあった店舗だが、東口店の開店に伴って閉店。

#### 神奈川圏（横浜）
- 中川薬局（横浜市都筑区中川1-19-1） - 2013年5月閉店。

### 移転した店舗
- 蒲田駅前店（初代、大田区西蒲田7-66-5） - 現在と同じ商店街（アーケード）内にあったが、極端に店舗スペースが手狭な為、2件隣に在った紳士服洋品店の跡地を改築し、移転。旧店舗は現在、ドトールコーヒーショップになっている。